# Nextcloud
Nextcloud és una sèrie de programaris client-servidor amb l'objectiu de crear servei d'allotjament de fitxers. La seva funcionalitat és similar al programari Dropbox, encara que Nextcloud és de tipus codi obert, permetent a qui ho desitgi d'instal·lar-lo en un servidor privat. La seva arquitectura oberta permet d'afegir funcionalitats addicionals al servidor en forma d'aplicacions. Nextcloud és un projecte paral·lel d'ownCloud, que també én un programari de servei d'allotjament al núvol.

## Característiques
- Interfícies traduïdes a diverses llengües, incloent-hi el català.
- Els arxius Nextcloud són emmagatzemats en estructures de directori convencionals i s'hi pot accedir via WebDAV si cal.
- Els arxius són encriptats en la transmissió i opcionalment durant l'emmagatzematge.
- Els usuaris poden manegar calendaris (CalDAV), contactes (CardDAV), tasques programades i flux de dades multimèdia (Ampache).
- Permet l'administració d'usuaris i grups d'usuaris (via OpenID o LDAP) i definir permisos d'accés.
- Possibilitat d'afegir-hi aplicacions (d'un sol clic) i connexions amb Dropbox, Google Drive i Amazon S3.
- Disponibilitat d'accés a diferents base de dades mitjançant SQLite, MariaDB, MySQL, Oracle Database, i PostgreSQL.
- Disponibilitat d'un programari anomenat Nextcloud Box basat en Raspberry Pi, i que corre damunt d'Ubuntu Core.